# Themus mahunkai
Themus mahunkai es una especie de coleóptero de la familia Cantharidae.

## Distribución geográfica
Habita en Vietnam.